# Coremiocnemis kotacana
Coremiocnemis kotacana là một loài nhện trong họ Theraphosidae.
Loài này thuộc chi Coremiocnemis. Coremiocnemis kotacana được miêu tả năm 2010 bởi West en Nunn.